# Xylocopa lachnea
Xylocopa lachnea là một loài Hymenoptera trong họ Apidae. Loài này được Moure mô tả khoa học năm 1951.